# 阿公店溪
阿公店溪位於台灣的南部，屬於中央管河川，發源高雄市烏山頂，幹流長度38.00公里，流域面積137.07平方公里，分佈於高雄市岡山區、燕巢區、阿蓮區、路竹區、永安區、彌陀區，主要支流為潭底洋排水。

## 名稱
得名自阿公店（即今岡山）。

## 阿公店溪水系主要河川
- 阿公店溪：高雄市
  - 岡山溪：高雄市岡山區、路竹區、阿蓮區
    - 潭底洋排水

  - 濁水溪 (高雄市)：高雄市燕巢區

## 主要橋樑
以下由河口至源頭列出主流上之主要橋樑：

### 阿公店溪河段
- 舊港口橋（鄉道高21線）
- 維仁橋（省道台17線）
- 前洲橋（縣道186號）
- 河華橋（鄉道高28線）
- 壽峰橋
- 中華橋
- 仁壽橋（省道台19甲線）
- 柳橋
- 筧橋
- 阿公店橋（岡山路，舊省道台1線）
- 阿公店橋（省道台1線）
- 岡山溪橋[1]（台鐵西部幹線）
- 大仁橋
- 岡燕橋（鄉道高32線）
- 觀音橋
- 阿公店溪橋（國道一號）
- 高鐵阿公店溪橋（台灣高鐵）
- 無名橋（鄉道高29線）

### 岡山溪河段
- 岡山橋（省道台1線）
- 生蕃婆溪橋[1]（台鐵西部幹線）
- 九孔橋（鄉道高7線）
- 無名橋（興隆街）
- 無名橋
- 無名橋
- 岡山溪橋（國道一號）

### 濁水溪河段
- 燕巢蓬萊橋（鄉道高29-1線）
- 金山三號橋（鄉道高38線）